# Jürgen Mittag

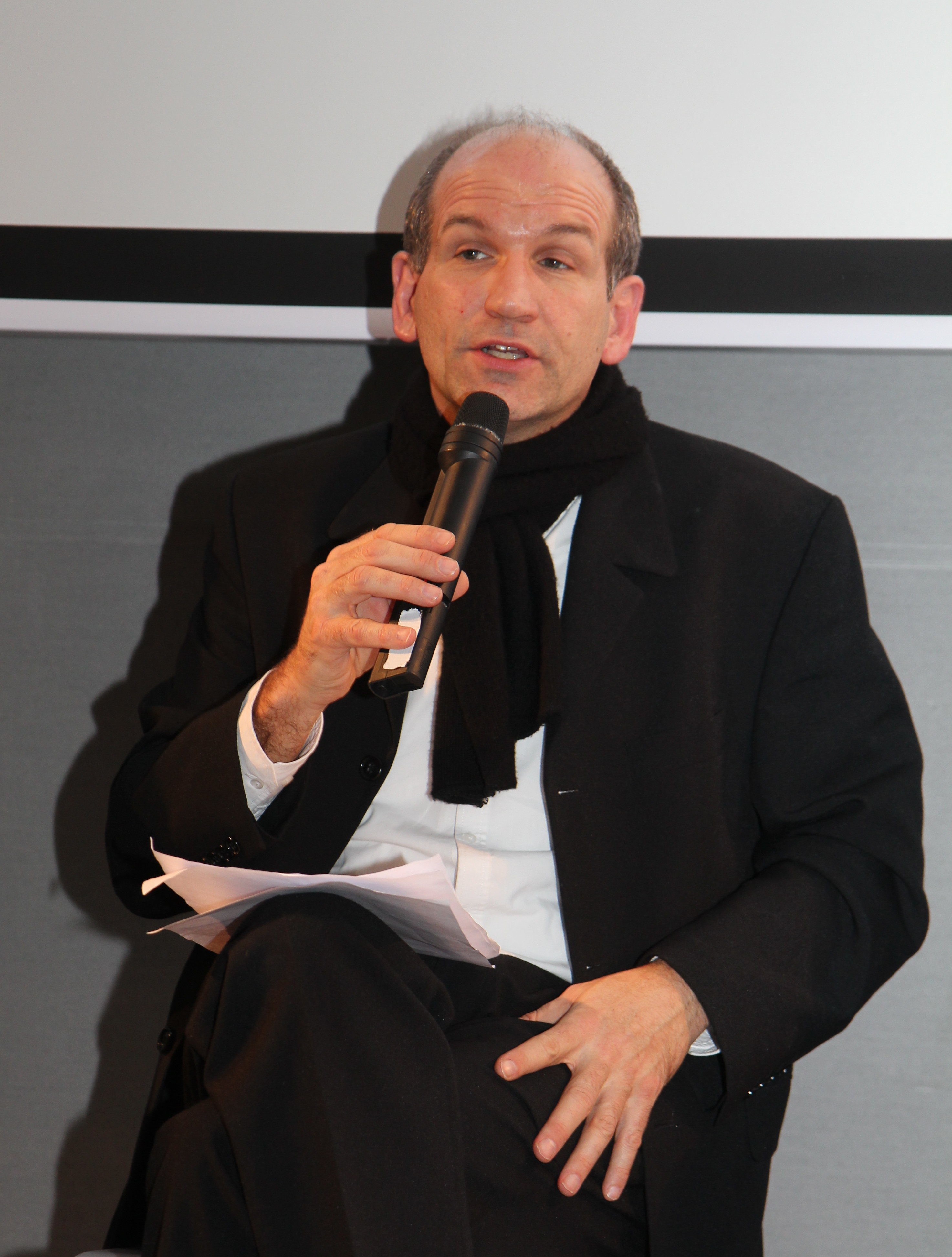
Jürgen Mittag (2018)

Jürgen Mittag (* 14. März 1970 in Hilden) ist deutscher Politikwissenschaftler und Historiker. Als Professor für Sportpolitik ist er an der Deutschen Sporthochschule Köln tätig.

## Leben
Jürgen Mittag studierte von 1992 an Mittlere und Neuere Geschichte, Politikwissenschaft und Germanistik an den Universitäten Köln, Oxford und Bonn. Er schloss sein Studium 1997 mit dem Magister artium ab und wurde 1999 promoviert.
Er war von 1997 zunächst wissenschaftlicher Mitarbeiter am Seminar für Politische Wissenschaft und Europäische Fragen der Universität Köln, von 2003 bis 2010 wissenschaftlicher Geschäftsführer des Instituts für soziale Bewegungen der Ruhr-Universität Bochum sowie Geschäftsführer der Stiftung Geschichte des Ruhrgebiets (Haus der Geschichte des Ruhrgebiets). Seit 2011 ist er Professor für Sportpolitik und Leiter des Instituts für Europäische Sportentwicklung und Freizeitforschung der Deutschen Sporthochschule Köln. Ebenfalls 2011 wurde ihm eine Jean-Monnet-Professur zuerkannt.
Zu seinen Hauptforschungsfeldern zählen neben Themen der Sportpolitik und der europäischen Integration vor allem Parteien und soziale Bewegungen sowie Tourismus und Freizeit.
Jürgen Mittag ist (ehrenamtlicher) stellvertretender Vorstand der Stiftung Geschichte des Ruhrgebiets. Er engagiert sich im wissenschaftlichen Beirat von mehreren Forschungseinrichtungen, Verbänden und Stiftungen, u. a. des Instituts für Europäische Politik, der UEFA, der Johannes Rau-Gesellschaft und des Opladener Geschichtsvereins sowie im Editorial Board zahlreicher Schriftenreihen und Fachzeitschriften. Er ist zudem Vertrauensdozent der Friedrich-Ebert-Stiftung und der Hans-Böckler-Stiftung sowie Mitglied des Geschichtsforums der SPD und des Kuratoriums der Auslandsgesellschaft Dortmund. Jürgen Mittag ist Vorsitzender des Kreisverbandes Bochum der Europa-Union Deutschland.

## Veröffentlichungen (Auswahl)

### Monografien
- Die württembergische SPD in der Weimarer Republik. Eine Landtagsfraktion zwischen Revolution und Nationalsozialismus. SH, Vierow 1997.
- Wilhelm Keil (1870–1968). Sozialdemokratischer Parlamentarier zwischen Kaiserreich und Bundesrepublik. Eine politische Biographie. Droste, Düsseldorf 2001, ISBN 3-7700-5238-2.
- Kleine Geschichte der Europäischen Union. Von der Europaidee bis zur Gegenwart. Aschendorff, Münster 2008, ISBN 978-3-402-00234-6.
- mit Walter Tokarski, Karen Petry, Michael Groll: A Perfect Match? Sport and the European Union. Meyer & Meyer Sport, Maidenhead 2009.
- mit Janosch Steuwer: Politische Parteien in der EU (= UTB-Reihe „Europa Kompakt“. Bd. 7). Facultas, Wien 2010.
- mit Philipp Kufferath: Geschichte der Arbeiterwohlfahrt (AWO). Dietz-Verlag Bonn 2019.
- Sport und Politik, Bonn 2024 bpb.de

### Als Herausgeber
- mit Wolfgang Wessels und Andreas Maurer: Fifteen into one? The European Union and its member states. Manchester University Press, Manchester 2003.
- mit Wolfgang Wessels: „Der kölsche Europäer“. Friedrich Carl von Oppenheim und die europäische Einigung. Aschendorff, Münster 2005, ISBN 3-402-00404-6.
- mit Ingrid Wölk: Bochum und das Ruhrgebiet. Großstadtbildung im 20. Jahrhundert. Klartext, Essen 2005, ISBN 3-89861-459-X.
- Politische Parteien und europäische Integration. Entwicklung und Perspektiven transnationaler Parteienkooperation in Europa (= Schriftenreihe des Instituts für soziale Bewegungen. Bd. 37). Klartext, Essen 2006, ISBN 978-3-89861-702-4.
- mit Jörg-Uwe Nieland: Das Spiel mit dem Fußball. Interessen, Projektionen und Vereinnahmungen. Klartext, Essen 2007, ISBN 978-3-89861-635-5.
- mit Klaus Tenfelde, Karl-Otto Czikowsky, Stefan Moitra und Rolf Nitzard: Stimmt die Chemie? Mitbestimmung und Sozialpolitik in der Geschichte des Bayer-Konzerns. Klartext, Essen 2007, ISBN 978-3-89861-888-5.
- Die Idee der Kulturhauptstadt Europas. Anfänge, Ausgestaltung und Auswirkungen europäischer Kulturpolitik. Klartext, Essen 2008, ISBN 978-3-89861-960-8.
- mit Knud Andresen und Ursula Bitzegeio: Nach dem Strukturbruch? Kontinuität und Wandel von Arbeitsbeziehungen und Arbeitswelt(en) seit den 1970er-Jahren. J.H.W. Dietz, Bonn 2011, ISBN 978-3-8012-4202-2.
- mit Karl Christian Führer, Klaus Tenfelde und Axel Schildt: Revolution und Arbeiterbewegung in Deutschland 1918–1920 (= Schriftenreihe des Instituts für soziale Bewegungen. Bd. 44). Klartext, Essen 2013, ISBN 978-3-8375-0323-4.
- mit Helke Stadtland: Theoretische Ansätze und Konzepte der Forschung über soziale Bewegungen in der Geschichtswissenschaft (= Schriftenreihe des Instituts für soziale Bewegungen. Bd. 48). Klartext, Essen 2014, ISBN 978-3-8375-0505-4.
- mit Volker Schümann, Günter Stibbe, Jörg-Uwe Nieland und Jan Haut: Bewegungskulturen im Wandel. Der Sport der Medialen Moderne. Gesellschaftstheoretische Verortungen. Transcript Verlag Bielefeld 2016, ISBN 978-3-8376-3152-4.
- Europäische Sportpolitik: Zugänge, Akteure, Problemfelder (= Schriftenreihe des Arbeitskreises Europäische Integration, Bd. 82). Nomos, Baden-Baden 2018, ISBN 978-3-8329-7894-5.
- mit Kristian Naglo und Dilwyn Porter: Small Worlds: Football at the grassroots in Europe (= Themenheft Moving the Social. Journal of Social History and the History of Social Movements 61), Essen 2019.
- mit Wolfgang Jäger und Karl Lauschke: Mitbestimmung im Zeichen von Kohle und Stahl: Debatten um die Montanmitbestimmung im nationalen und europäischen Kontext (= Schriftenreihe des Instituts für soziale Bewegungen. Bd. 49). Klartext, Essen 2020.

### Aufsätze
- Vom Honoratiorenkreis zum Europanetzwerk. Sechs Jahrzehnte Europäische Bewegung. In: Europäische Bewegung Deutschland (Hrsg.): Festschrift „60 Jahre Europäische Bewegung Deutschland 1949–2009“. Berlin 2009, S. 12–28 (PDF (Memento vom 8. März 2012 im Internet Archive)).